# Armenia ai Giochi della XXIX Olimpiade
L'Armenia ha partecipato alle Giochi della XXIX Olimpiade di Pechino, svoltisi dall'8 al 24 agosto 2008, con una delegazione di 25 atleti.

## Medaglie
| Medaglia | Atleta                | Sport              | Evento          |
| -------- | --------------------- | ------------------ | --------------- |
| Bronzo   | Tigran G. Martirosyan | Sollevamento pesi  | 69 kg maschile  |
| Bronzo   | Gevorg Davtyan        | Sollevamento pesi  | 77 kg maschile  |
| Bronzo   | Tigran V. Martirosyan | Sollevamento pesi  | 85 kg maschile  |
| Bronzo   | Roman Amoyan          | Lotta greco-romana | 55 kg maschile  |
| Bronzo   | Yuri Patrikeyev       | Lotta greco-romana | 120 kg maschile |
| Bronzo   | Hrachik Javakhyan     | Pugilato           | Pesi leggeri    |

## Atletica leggera
| Gara            | Atleta         | Batterie | Batterie | Quarti | Quarti | Semifinali | Semifinali | Finale | Finale |
| Gara            | Atleta         | Tempo    | Pos.     | Tempo  | Pos.   | Tempo      | Pos.       | Tempo  | Pos.   |
| --------------- | -------------- | -------- | -------- | ------ | ------ | ---------- | ---------- | ------ | ------ |
| 100 m femminili | Ani Khachikyan | 12"76    | 6        |        |        |            |            |        |        |

| Gara                            | Atleta        | Qualificazioni | Qualificazioni | Finale | Finale |
| Gara                            | Atleta        | Misura         | Pos.           | Misura | Pos.   |
| ------------------------------- | ------------- | -------------- | -------------- | ------ | ------ |
| Lancio del giavellotto maschile | Melik Janoyan | 64,47 m        | 37             |        |        |

## Judo
| Gara  | Atleta            | Tabellone principale             | Tabellone principale                     | Tabellone principale | Tabellone principale | Tabellone principale | Ripescaggi | Ripescaggi | Ripescaggi | Ripescaggi |
| Gara  | Atleta            | Sedicesimi                       | Ottavi                                   | Quarti               | Semifinali           | Finale               | 1º turno   | Quarti     | Semifinali | Finale     |
| ----- | ----------------- | -------------------------------- | ---------------------------------------- | -------------------- | -------------------- | -------------------- | ---------- | ---------- | ---------- | ---------- |
| 60 kg | Hovhannes Davtyan | Yosmani Piiker (Cuba) 0100-0010  | Kyong Jin Kim (Corea del Nord) 0000-0022 |                      |                      |                      |            |            |            |            |
| 66 kg | Armen Nazaryan    | Aheen El Hady (Egitto) 0000-0001 |                                          |                      |                      |                      |            |            |            |            |

## Lotta
| Gara  | Atleta            | Tabellone principale                | Tabellone principale            | Tabellone principale                   | Tabellone principale | Tabellone principale | Ripescaggi | Ripescaggi                                   | Ripescaggi |
| Gara  | Atleta            | Sedicesimi                          | Ottavi                          | Quarti                                 | Semifinali           | Finale               | Quarti     | Semifinali                                   | Finale     |
| ----- | ----------------- | ----------------------------------- | ------------------------------- | -------------------------------------- | -------------------- | -------------------- | ---------- | -------------------------------------------- | ---------- |
| 60 kg | Martin Berberyan  | Saeed Azarbayjani (Canada) 0-1, 0-3 |                                 |                                        |                      |                      |            |                                              |            |
| 66 kg | Suren Markosyan   | Irbek Farniev (Russia) 1-2, 1-5     |                                 |                                        |                      |                      |            |                                              |            |
| 84 kg | Harutyun Yenokyan | bye                                 | Adnene Rhimi (Tunisia) 6-0, 8-1 | Revaz Mindorashvili (Georgia) 0-2, 0-2 |                      |                      |            | Davyd Bichinashvili (Germania) 1-1, 3-1, 0-2 |            |

| Gara   | Atleta             | Tabellone principale                         | Tabellone principale                    | Tabellone principale                  | Tabellone principale                   | Tabellone principale | Ripescaggi | Ripescaggi                                | Ripescaggi                            |
| Gara   | Atleta             | Sedicesimi                                   | Ottavi                                  | Quarti                                | Semifinali                             | Finale               | Quarti     | Semifinali                                | Finale                                |
| ------ | ------------------ | -------------------------------------------- | --------------------------------------- | ------------------------------------- | -------------------------------------- | -------------------- | ---------- | ----------------------------------------- | ------------------------------------- |
| 55 kg  | Roman Amoyan       | bye                                          | Asset Imanbayev (Kazakistan) 4-1, 3-1   | Lasha Gogitadze (Georgia) 4-1, 3-2    | Rövşən Bayramov (Azerbaigian) 2-7, 1-4 |                      |            |                                           | Yagnier Hernandez (Cuba) 3-0, 5-0     |
| 60 kg  | Karen Mnatsakanyan | Makoto Sasamoto (Giappone) 1-2, 0-3          |                                         |                                       |                                        |                      |            |                                           |                                       |
| 66 kg  | Arman Adikyan      | Tamas Loerincz (Ungheria) 2-2, 1-2           |                                         |                                       |                                        |                      |            |                                           |                                       |
| 74 kg  | Arsen Julfalakyan  | Volodymyr Shats'kykh (Ucraina) 1-1, 1-1, 1-1 | Peter Bacsi (Ungheria) F                |                                       |                                        |                      |            |                                           |                                       |
| 84 kg  | Denis Forov        | Shingo Matsumoto (Giappone) 4-2, 6-0         | Brad Vering (Stati Uniti) 4-0, 1-2, 3-0 | Ara Abrahamian (Svezia) 1-1, 3-0, 1-2 |                                        |                      |            |                                           |                                       |
| 120 kg | Yuri Patrikeyev    | bye                                          | Yasser Sakr (Egitto) 5-1, 7-0           | Mijaín López (Cuba) 1-1, 0-3, F       |                                        |                      |            | Siarhei Artsiukhin (Bielorussia) 2-0, 1-1 | Jalmar Sjoberg (Svezia) 2-1, 1-1, 3-0 |

## Nuoto
| Gara               | Atleta          | Batterie | Batterie | Semifinali | Semifinali | Finale | Finale |
| Gara               | Atleta          | Tempo    | Pos.     | Tempo      | Pos.       | Tempo  | Pos.   |
| ------------------ | --------------- | -------- | -------- | ---------- | ---------- | ------ | ------ |
| 100 m stile libero | Michael Koloyan | 51"89    | 56       |            |            |        |        |

## Pugilato
| Gara                | Atleta               | Sedicesimi                               | Ottavi                             | Quarti                               | Semifinali                     | Finale |
| ------------------- | -------------------- | ---------------------------------------- | ---------------------------------- | ------------------------------------ | ------------------------------ | ------ |
| Pesi mosca leggeri  | Hovhannes Danielyan  | Thomas Essomba (Camerun) 9-3             | Birzhan Zhakypov (Kazakistan) 7-13 |                                      |                                |        |
| Pesi leggeri        | Hrachik Javakhyan    | bye                                      | Rasheed Lawal (Nigeria) 12-0       | Jong Sub-Baik (Corea del Sud) ritiro | Aleksej Tiščenko (Russia) 5-10 |        |
| Pesi welter leggeri | Eduard Hambardzumyan | Manuel Felix Diaz (Rep. Dominicana) 4-11 |                                    |                                      |                                |        |
| Pesi medi           | Andranik Hakobyan    | Ahmed Saraku (Ghana) 14-8                | Elshod Rasulov (Uzbekistan) 3-7    |                                      |                                |        |

## Sollevamento pesi
| Gara            | Atleta                | Strappo | Strappo | Slancio | Slancio | Totale       | Posizione    |
| Gara            | Atleta                | Ris.    | Pos.    | Ris.    | Pos.    | Totale       | Posizione    |
| --------------- | --------------------- | ------- | ------- | ------- | ------- | ------------ | ------------ |
| 69 kg maschile  | Tigran G. Martirosyan | 153     | 3       | 185     | 3       | 338          |              |
| kg maschile     | Gevorg Davtian        | 165     | 2       | 195     | 5       | 360          |              |
| kg maschile     | Ara Khachatryan       | 162     | 4       | 191     | 10      | 353          | 7            |
| 85 kg maschile  | Edgar Gevorgyan       | 176     | 5       | 0       | -       | non concluso | non concluso |
| 85 kg maschile  | Tigran V. Martirosyan | 177     | 4       | 203     | 3       | 380          |              |
| 75 kg femminile | Hripsime Khurshudyan  | 105     | 7       | 130     | 10      | 235          | 11           |

## Tiro
| Gara                        | Atleta            | Qualificazioni | Qualificazioni | Finale    | Finale       | Finale |
| Gara                        | Atleta            | Punteggio      | Pos.           | Punteggio | Punt. totale | Pos.   |
| --------------------------- | ----------------- | -------------- | -------------- | --------- | ------------ | ------ |
| Pistola 10 m aria compressa | Norayr Bakhtamyan | 580            | 12             |           |              |        |
| Pistola 50 m                | Norayr Bakhtamyan | 555            | 15             |           |              |        |